# Championnat de Belgique de football 1957-1958
Navigation
Saison précédente Saison suivante
Le championnat de Belgique de football 1957-1958 est la 55e saison du championnat de première division belge. Son nom officiel est « Division 1 ».
Le Royal Standard Club Liégeois remporte son premier titre national, au terme d'une lutte avec l'Antwerp et La Gantoise qui reste passionnante jusqu'à la dernière journée. Les « Rouches » est sacré champion et devient ainsi la deuxième équipe wallonne et liégeoise à remporter les lauriers nationaux. Cette saison, Standard et Antwerp terminent à égalité de points. Le titre est attribué au « matricule 16 selon la règle alors en usage qui donne l'avantage, en cas d'égalité de points, à l'équipe ayant enregistré le moins de défaites. 
Cette version du règlement reste en application jusqu'au terme de la saison 1959-1960. La saison suivante, le Standard est déclaré 2e et vice champion car il a terminé avec plus de victoires que... l'Antwerp qui a terminé a égalité de points avec lui.
En bas de classement, on assiste également à une lutte à trois entre Tilleur, le Daring CB et le Racing de Malines. Au décompte final, les premiers cités se sauvent de justesse avec un point d'avance sur le Daring et deux sur Malines.

## Clubs participants
Seize clubs prennent part à ce championnat, soit le même nombre que lors de l'édition précédente. Ceux dont le matricule est mis en gras existent toujours aujourd'hui.
| #  | Nom                                        | Mat. | Ville                 | Stades                       | Entraîneur         | En D1 depuis (série) | Total en D1 | Saison précédente |
| -- | ------------------------------------------ | ---- | --------------------- | ---------------------------- | ------------------ | -------------------- | ----------- | ----------------- |
| 1  | Royal Sporting Club Anderlechtois          | 35   | Anderlecht            | Stade Émile Versé            | Bill Gormlie       | 1935-1936 (20e)      | 27e         | 2e                |
| 2  | Royal Antwerp Football Club                | 1    | Anvers                | Bosuilstadion                | Harry Game         | 1901-1902 (49e)      | 54e         | 1er               |
| 3  | Royal Beerschot Athletic Club              | 13   | Anvers                | Kiel                         | Willy Ratinckx     | 1907-1908 (43e)      | 49e         | 12e               |
| 4  | Royal Berchem Sport                        | 28   | Berchem               | Het Rooi                     | ?                  | 1943-1944 (14e)      | 27e         | 10e               |
| 5  | Royal Daring Club de Bruxelles             | 2    | Molenbeek             | Stade Edmond Machtens        | Gibon              | 1955-1956 (3e)       | 38e         | 4e                |
| 6  | Royal Olympic Club Charleroi               | 246  | Montignies-sur-Sambre | Stade de la Neuville         | Emerich Grunbaum   | 1956-1957 (2e)       | 17e         | 11e               |
| 7  | Association Royale Athlétique La Gantoise  | 7    | Gentbrugge            | Stade Jules Otten            | Edmond Delfour     | 1936-1937 (19e)      | 30e         | 3e                |
| 8  | Royal Football Club Liégeois               | 4    | Rocourt               | Stade Vélodrome Oscar Flesch | Jean Loos          | 1945-1946 (13e)      | 29e         | 5e                |
| 9  | Royal Standard Club Liège                  | 16   | Sclessin              | Stade de Sclessin            | André Riou         | 1921-1922 (34e)      | 39e         | 7e                |
| 10 | Koninklijke Lierse Sportkring              | 30   | Lierre                | Herman Vanderpoortenstadion  | Hubert D'Hollander | 1953-1954 (5e)       | 23e         | 6e                |
| 11 | Koninklijke Racing Club Mechelen           | 24   | Malines               | Oscar Van Kesbeeckstadion    | János Pintye       | 1948-1949 (10e)      | 29e         | 14e               |
| 12 | Union Saint-Gilloise Société Royale        | 10   | Forest                | Stade Joseph Marien          | André Vandeweyer   | 1951-1952 (7e)       | 47e         | 9e                |
| 13 | Koninklijke Sint-Truidense Voetbalverening | 373  | Saint-Trond           | Stayenveld                   | ?                  | 1957-1958 (1re)      | 1re         | Division 2 : 2e   |
| 14 | Royal Tilleur Football Club                | 21   | Tilleur               | Stade du Pont d'Ougrée       | ?                  | 1948-1949 (10e)      | 17e         | 13e               |
| 15 | Royal Club Sportif Verviétois              | 8    | Verviers              | Stade du Panorama            | Joseph Pannaye     | 1956-1957 (2e)       | 17e         | 8e                |
| 16 | Waterschei Sportvereniging THOR            | 553  | Genk                  | Stade André Dumont           | Henri Dekens       | 1957-1958 (1re)      | 3e          | Division 2 : 1er  |

### Localisation des clubs
| Anvers Lierse SK RC Mechelen La Gantoise Bruxelles Olympic CC La Gantoise Waterschei Sint-Truidense VV Liège CS Verviétois |

#### Localisation des clubs anversois
Les 3 cercles anversois sont :
(1) R. Antwerp FC
(2) R. Beerschot AC
 (3) R. Berchem Sport

#### Localisation des clubs bruxellois
Les 3 cercles bruxellois sont :
(5) R. Daring CB
(6) R. SC Anderlecht
(7) Union Saint-Gilloise SR

#### Localisation des clubs liégeois
Les 3 cercles liégeois sont :
(1) R. FC Liégeois
(6) R. Tilleur FC
(8) R. Standard CL

## Résultats

### Résultats des rencontres
Avec seize clubs engagés, 240 matches sont au programme de la saison.
| Résultats (▼dom., ►ext.)                                   | AND | ANT | BEE | BSP | DAR | GAN | FCL | LIE | RCM | OLY | STA | USG | STT | TIL | VER | WAT |
| R. SC Anderlechtois                                        |     | 1-1 | 3-3 | 5-1 | 2-2 | 2-2 | 0-0 | 2-1 | 3-1 | 4-4 | 2-0 | 2-1 | 1-0 | 2-0 | 1-0 | 4-1 |
| R. Antwerp FC                                              | 2-0 |     | 2-3 | 4-1 | 3-2 | 3-5 | 1-0 | 4-0 | 4-0 | 1-1 | 1-0 | 2-3 | 1-0 | 2-1 | 3-0 | 7-0 |
| R. Beerschot AC                                            | 1-1 | 1-4 |     | 6-0 | 5-3 | 0-2 | 5-0 | 3-0 | 4-2 | 3-1 | 0-0 | 1-2 | 8-1 | 3-1 | 1-1 | 2-1 |
| R. Berchem Sport                                           | 1-1 | 1-3 | 1-2 |     | 0-0 | 1-5 | 1-3 | 0-1 | 6-0 | 3-0 | 0-0 | 1-1 | 0-0 | 4-1 | 0-2 | 1-1 |
| R. Daring CB                                               | 1-5 | 2-5 | 0-0 | 1-5 |     | 2-4 | 2-1 | 0-1 | 1-0 | 1-2 | 1-4 | 1-2 | 2-1 | 3-1 | 1-2 | 2-3 |
| ARA La Gantoise                                            | 2-2 | 2-0 | 1-3 | 3-0 | 1-2 |     | 2-2 | 2-3 | 0-0 | 1-0 | 0-0 | 1-1 | 5-2 | 6-2 | 2-0 | 3-1 |
| R. FC Liégeois                                             | 0-0 | 2-1 | 2-2 | 2-0 | 1-1 | 0-1 |     | 2-2 | 9-0 | 5-0 | 0-2 | 1-3 | 1-1 | 2-1 | 1-1 | 0-3 |
| K. Lierse SK                                               | 0-0 | 1-1 | 3-0 | 0-1 | 1-1 | 2-2 | 0-2 |     | 1-0 | 4-2 | 1-2 | 1-2 | 6-3 | 0-0 | 0-0 | 4-1 |
| K. RC Mechelen                                             | 1-2 | 0-5 | 2-2 | 1-1 | 1-3 | 3-0 | 2-1 | 0-2 |     | 0-1 | 1-1 | 2-3 | 4-1 | 0-2 | 2-1 | 1-4 |
| R. Olympic CC                                              | 1-0 | 1-3 | 3-4 | 1-1 | 2-1 | 0-1 | 2-2 | 0-0 | 3-1 |     | 0-0 | 3-1 | 1-3 | 4-1 | 0-0 | 1-1 |
| R. Standard CL                                             | 2-0 | 2-2 | 4-0 | 4-0 | 3-1 | 0-1 | 1-0 | 2-0 | 5-2 | 2-0 |     | 4-1 | 2-3 | 4-1 | 2-0 | 3-1 |
| Union St-Gilloise SR                                       | 1-0 | 2-4 | 2-1 | 0-4 | 4-0 | 0-2 | 4-4 | 4-1 | 4-1 | 6-1 | 1-2 |     | 2-2 | 5-0 | 0-0 | 1-3 |
| K. Sint-Truidense VV                                       | 0-0 | 3-3 | 0-2 | 1-3 | 5-1 | 0-6 | 2-0 | 1-3 | 1-1 | 2-1 | 0-1 | 0-0 |     | 2-2 | 0-0 | 4-3 |
| R. Tilleur FC                                              | 1-3 | 1-3 | 3-3 | 0-3 | 3-2 | 3-1 | 2-2 | 4-3 | 1-1 | 2-3 | 0-0 | 1-1 | 1-2 |     | 2-0 | 1-1 |
| R. CS Verviétois                                           | 1-1 | 0-2 | 1-2 | 2-1 | 2-1 | 3-1 | 4-0 | 0-0 | 0-0 | 1-0 | 1-1 | 1-1 | 4-1 | 2-0 |     | 4-3 |
| Waterschei SV THOR                                         | 2-1 | 0-0 | 0-0 | 2-0 | 5-0 | 0-2 | 2-3 | 2-0 | 1-1 | 0-1 | 1-2 | 1-3 | 0-0 | 5-1 | 0-0 |     |
| - Victoire à domicile - Match nul - Victoire à l'extérieur |     |     |     |     |     |     |     |     |     |     |     |     |     |     |     |     |

### Classement final
| Rang | Équipe               | Pts | J  | G  | N  | P  | Bp | Bc | Diff |
| ---- | -------------------- | --- | -- | -- | -- | -- | -- | -- | ---- |
| 1    | R. STANDARD CL       | 44  | 30 | 18 | 8  | 4  | 55 | 21 | +34  |
| 2    | R. Antwerp FC T      | 44  | 30 | 19 | 6  | 5  | 77 | 35 | +42  |
| 3    | ARA La Gantoise      | 41  | 30 | 17 | 7  | 6  | 66 | 37 | +29  |
| 4    | R. Beerschot AC      | 39  | 30 | 15 | 9  | 6  | 70 | 46 | +24  |
| 5    | R. SC Anderlechtois  | 37  | 30 | 12 | 13 | 5  | 50 | 33 | +17  |
| 6    | Union St-Gilloise SR | 36  | 30 | 14 | 8  | 8  | 61 | 44 | +17  |
| 7    | R. CS Verviétois     | 32  | 30 | 10 | 12 | 8  | 33 | 29 | +4   |
| 8    | K. Lierse SK         | 29  | 30 | 10 | 9  | 11 | 41 | 43 | -2   |
| 9    | R. FC Liégeois       | 27  | 30 | 8  | 11 | 11 | 48 | 48 | 0    |
| 10   | Waterschei SV THOR   | 26  | 30 | 9  | 8  | 13 | 48 | 52 | -4   |
| 11   | R. Olympic CC        | 26  | 30 | 9  | 8  | 13 | 39 | 54 | -15  |
| 12   | K. Sint-Truidense VV | 24  | 30 | 7  | 10 | 13 | 41 | 64 | -23  |
| 13   | R. Berchem Sport     | 24  | 30 | 8  | 8  | 14 | 38 | 52 | -14  |
| 14   | R. Tilleur FC        | 18  | 30 | 5  | 8  | 17 | 39 | 72 | -33  |
| 15   | R. Daring CB         | 17  | 30 | 6  | 5  | 19 | 40 | 74 | -34  |
| 16   | K. RC Mechelen       | 16  | 30 | 4  | 8  | 18 | 30 | 72 | -42  |

Légende
- Champion de Belgique 1958, qualifié pour la Coupe des clubs champions européens
- Club inscrit en Coupe des villes de foires pour la saison suivante
- Club relégué pour la saison suivante

Abréviations
T : Tenant du titre 1957

 : club promu de Division 2 depuis la saison précédente

### Meilleurs buteurs
Jef Vliers (R. Beerschot AC), avec 25 buts. Il est le 38e joueur belge différent à être sacré meilleur buteur de la plus haute division belge.

#### Classement des buteurs
Le tableau ci-dessous reprend les 22 meilleurs buteurs du championnat, soit les joueurs ayant inscrit dix buts ou plus durant la saison.
| #   | Pays | Joueur                 | Club                    | Buts | Matches joués |
| --- | ---- | ---------------------- | ----------------------- | ---- | ------------- |
| 1.  |      | Jef Vliers             | R. Beerschot AC         | 25   | 28            |
| 2.  |      | Jef Van Gool           | R. Antwerp FC           | 24   | 28            |
| 3.  |      | Hubert Van Dormael     | R. CS Verviétois        | 20   | 29            |
| 4.  |      | Maurice Willems        | ARA La Gantoise         | 18   | 26            |
| =.  |      | Eddy Bertels           | R. Antwerp FC           | 18   | 29            |
| 6.  |      | Rik Coppens            | R. Beerschot AC         | 17   | 29            |
| 7.  |      | Léon Mokuna            | ARA La Gantoise         | 16   | 22            |
| 8.  |      | Jacques Stockman       | R. SC Anderlechtois     | 14   | 30            |
| 9.  |      | Constant De Backker    | R. Antwerp FC           | 13   | 28            |
| 10. |      | Paul Van Den Berg      | Union Saint-Gilloise SR | 12   | 26            |
| =.  |      | Mathieu Meyers         | Waterschei SV THOR      | 12   | 27            |
| =.  |      | Léonard Gorissen       | R. CS Verviétois        | 12   | 27            |
| =.  |      | Denis Houf             | R. Standard CL          | 12   | 27            |
| 14. |      | Frans Laureys          | Union Saint-Gilloise SR | 11   | 13            |
| =.  |      | Karel Mallants         | R. Standard CL          | 11   | 24            |
| 16. |      | Frans Oversteyns       | Waterschei SV THOR      | 10   | 16            |
| =.  |      | Hubert Lormans         | R. CS Verviétois        | 10   | 16            |
| =.  |      | Roger Van Cauwelaert   | Union Saint-Gilloise SR | 10   | 21            |
| =.  |      | Jean-Baptiste Piccinin | R. Olympic CC           | 10   | 26            |
| =.  |      | Marcel Deboedt         | R. Tilleur FC           | 10   | 28            |
| =.  |      | Frans Vermeulen        | K. Sint-Truidense VV    | 10   | 26            |
| =.  |      | Jean-Marie Letawe      | R. FC Liégeois          | 10   | 30            |

## Parcours européen des clubs belges
Exempté du premier tour de la troisième édition de la Coupe des clubs champions européens, le R. Antwerp FC est éliminé en huitièmes de finale par le Real Madrid. Auteur d'une belle prestation à domicile, poncutée par une courte défaite (1-2), le « Great Old » est surclassé à Chamartin et s'incline lourdement (6-0).

### Expo '58
La ville de Bruxelles accueille l'Exposition universelle de 1958. Parmi les nombreuses festivités organisées en marge de l'événement, le 29 mai 1958 se déroule au stade du Heysel la finale de la Coupe des clubs champions européens 1957-1958. Le Real Madrid s'impose 3-2 après prolongations devant l'AC Milan. C'est la toute première finale européenne jouée en Belgique.

## Récapitulatif de la saison
- Champion : R. Standard CL (1er titre)
- Douzième champion de Belgique différent
- Sixième titre pour la province de Liège.

| Région flamande (8)             | Région flamande (8) | Province de Brabant (3)      | Province de Brabant (3) | Région wallonne (5)    | Région wallonne (5) |
| ------------------------------- | ------------------- | ---------------------------- | ----------------------- | ---------------------- | ------------------- |
| Province d'Anvers               | 5                   | Région de Bruxelles-Capitale | 3                       | Province de Hainaut    | 1                   |
| Province de Flandre-Occidentale | 0                   | Province du Brabant flamand  | 0                       | Province de Liège      | 4                   |
| Province de Flandre-Orientale   | 1                   | Province du Brabant wallon   | 0                       | Province de Luxembourg | 0                   |
| Province de Limbourg            | 2                   |                              |                         | Province de Namur      | 0                   |

1. ↑  Au niveau footballistique, la province de Brabant est toujours unitaire malgré sa partition territoriale en 1995.

### Admission et relégation
Le R. Daring CB et le Racing de Malines sont relégués en Division 2. Ils sont remplacés par Beringen, qui monte pour la quatrième fois en dix ans, et le Racing de Tournai, vainqueur de la Coupe de Belgique deux ans plus tôt, qui atteint la première division pour la première fois.

### Débuts en Division 1
Un club fait ses débuts dans la plus haute division belge. Il est le 48e club différent à y apparaître.
- Le Sint-Truidense VV est le 3e club de la province de Limbourg à évoluer dans la plus haute division belge.

### Coupe du monde 1958
En fin de saison, la sixième édition de la Coupe du monde est organisée en Suède. Le Brésil y remporte le trophée pour la première fois de son Histoire. Les « Diables Rouges » n'ont pas su se qualifier, éliminés par la France, médaillée de bronze en Suède.

### Bilan de la saison
| Championnat de Belgique de football 1957-1958 |                            |
| Champion                                      | R. Standard CL (1er titre) |
| Dauphin                                       | R. Antwerp FC              |
| Qualifications continentales                  |                            |
| Coupe des clubs champions européens 1958-1959 | R. Standard CL             |
| Coupe des villes de foires 1958-1960          | Union St-Gilloise SR       |
| Promotions et relégations                     |                            |
| Promus en Division 1                          | K. Beringen FC             |
| Promus en Division 1                          | R. RC Tournaisien          |
| Relégués en Division 2                        | R. Daring CB               |
| Relégués en Division 2                        | K. RC Mechelen             |